# Johan Sickinghe
Johan I Lubbertsz Sickinghe (circa 1360 - circa 1445) was tiendheer van de Tamminga-tienden en raadsheer en burgemeester van de Nederlandse stad Groningen. Hij was onderdeel van de Schieringer partij en een bondgenoot van Coppen Jarges. Hij was in die hoedanigheid mede verantwoordelijk voor de bloedige staatsgreep van Groningen op 23 oktober 1413. Samen met zijn zoon Ludolf Sickinghe was hij bij deze gebeurtenis een van de bestormers van het stadhuis. Via moederskant was hij overgrootvader van de ridder, luitenant der Hoofdmannenkamer en beruchte ketterjager Johan de Mepsche (ca. 1520 - 1585). 

## Leven

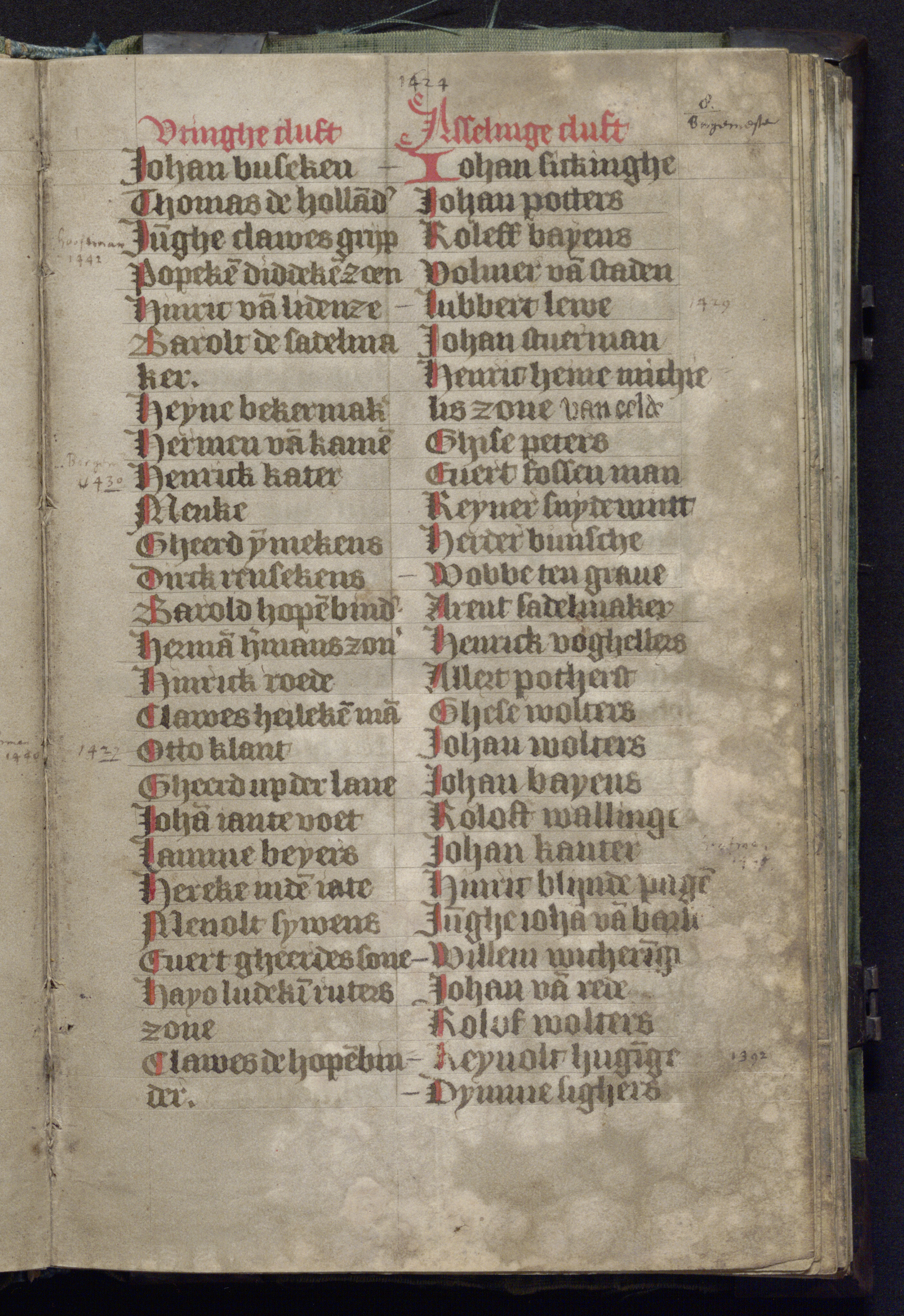
Johan Sickinghe rechtsboven op de naamlijst van het Brouwersgilde te Groningen (1424)

Johan, telg uit het oud adellijke Groninger regentengeslacht Sickinghe, werd geboren als zoon van Lubbert Sickinghe (±1320 - ±1390) en Aleid. Zijn vader was tussen 1354 en 1383 herhaaldelijk burgemeester van de stad Groningen.   
Johan was de grootvader van Peter Sickinghe (1455-1532); burgemeester van Groningen en een beroemd staatsman. Hij was de overgrootvader van dr. Johan Sickinghe (1495-1572), burgemeester van Groningen en van Jey Sickinghe (†1551), vrouw van Haring van Sytzama (†1557) 

## Werk
Sickinghe was in 1407 en 1411 burgemeester van de stad Groningen. Duidelijk is dat Johan uit een oud regentengeslacht sproot want zeker vijf Sickinghe's, inclusief de vader van Johan, waren vóór Johan al burgemeester van de stad geweest. Na Johan's termijn in 1411 volgt zijn zoon Ludolf Sickinghe (±1380 - ±1458) hem vervolgens op als burgemeester van de stad.  
De Sickinghe's waren daarnaast actief als brouwers. Op de oudst bewaarde lijst van het Groninger brouwersgilde (uit het jaar 1424) staan de namen van Johan samen met zijn zoons Lubbert- en Ludolf Sickinghe. In 1434 ontving hij bovendien samen met zijn zoon Evert Sickinghe (±1390 - ±1472) het gildrecht van Groningen. 
Op 5 februari 1445 verklaren burgemeesters en de raad van Groningen dat Lubbert Sickinghe het vierde deel van de tiende te Helpen, die hij hem zijn aangeerfd van zijn moeder en van zijn vader, verkoopt aan Barold ten Bruggen. Het is dus waarschijnlijk dat Johan Sickinghe, vader van Lubbert, in dat jaar overleed.  

## Rol bij het oproer in 1413
De partijtwisten tussen de Schieringers en Vetkopers kwamen in 1413 tot een hoogtepunt. De gebeurtenissen in dit jaar waren de aanleiding tot de Grote Friese Oorlog.

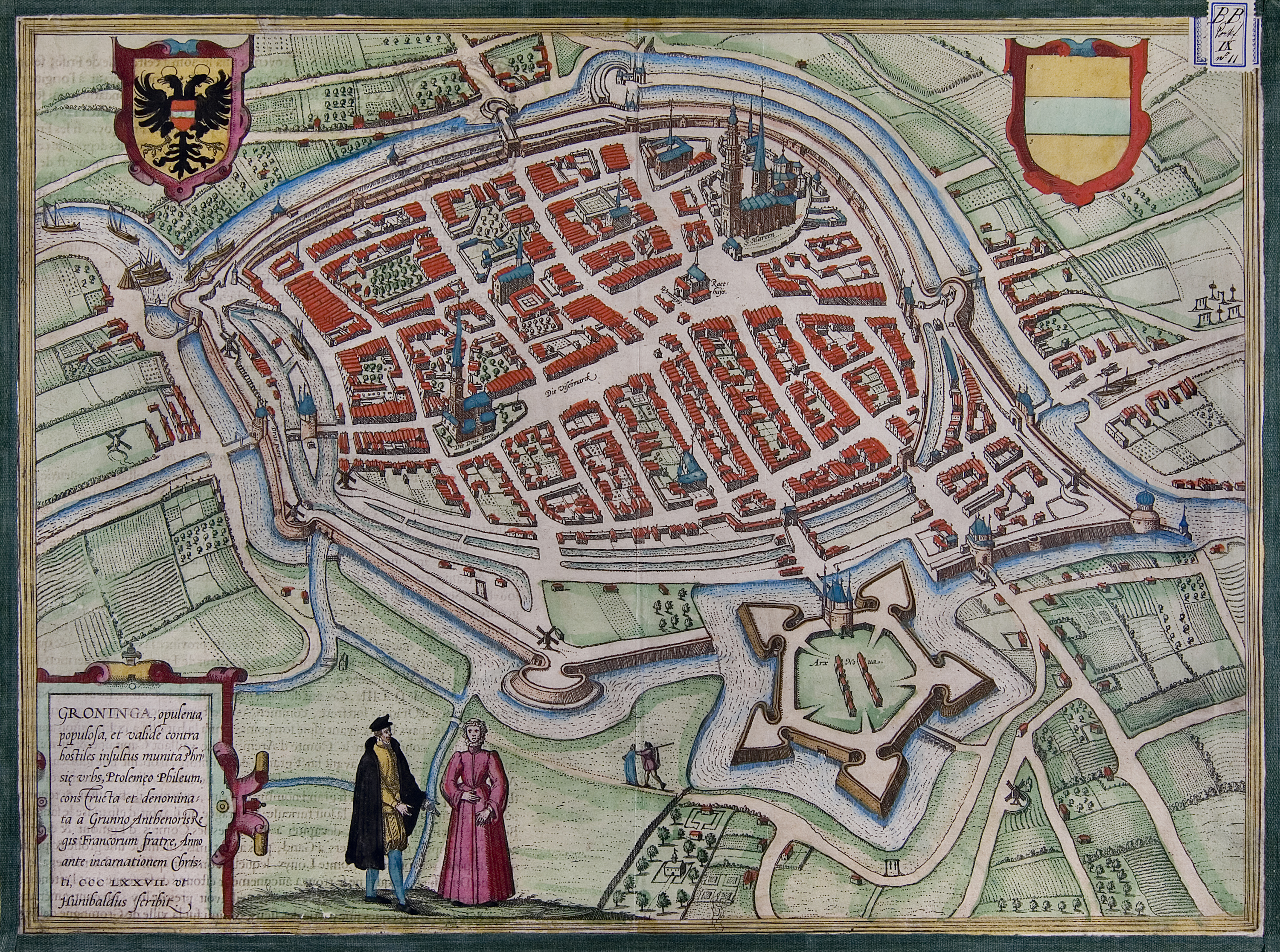
Plattegrond van middeleeuws Groningen

Een uit de hand gelopen vete tussen de Oost-Friese Hoofdelinggeslachten Tom Brok en Abdena resulteerde erin dat Keno tom Broke de stad Emden, het machtscentrum van de familie Abdena, op 21 oktober 1413 aanviel en veroverde. Hisko Abdena, proost van Emden, sloeg hierop op de vlucht richting de Ommelanden. Eenmaal in de stad Groningen aangekomen stuitte hij op weerstand. De Bronkhorsten en Onstamannen waren Vetkopers gezind, onderdeel van de geallieerden en zagen niks in zijn komst. Hisko werd door de stadsraad zelfs geweigerd. De plaatselijke Schieringers stonden aan de kant van Hisko en ook de uit Westerlauwers Friesland afkomstige belangrijke hoofdeling Coppen Jarges stond aan de kant van de proost uit Emden. 
De heren Rengers, Clant, Huginge, Clinge en Brugge waren in het geheim hoofd geworden van de Vetkopers. Aan het hoofd van de Schieringers stond Coppen Jarges, zoon van burgemeester Jarges. Hij werd gesteund door de oud-burgemeesters Ludolf en Johan Sickinghe, Bernard, Evert Wigbolt, Jan Wicheringe en vele raadsheren. De gemoederen over deze kwestie tussen de Vetkopers en de Schieringers liepen zo hoog op dat dit leidde tot een bloedig volksoproer.

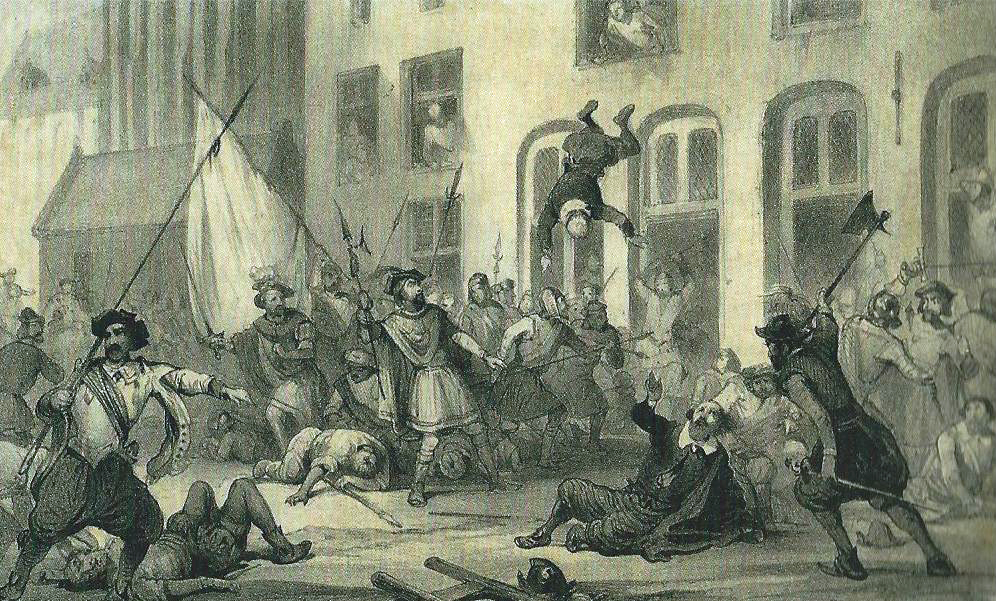
19e-eeuwse gravure van het volksoproer in Groningen in 1413 onder leiding van Coppen Jarges

Tijdens een bijeenkomst van de raad op 23 oktober 1413 bestormde de partij van Coppen Jarges het raadhuis. De burgemeester Johan Rengers, leider van de Vetkopers, werd door Coppen Jarges, Johan- en zijn zoon Ludolf Sickinghe, Bernardo en Radingus Hornekenius te midden van de raad doodgestoken en uit het raam van het rechtshuis gegooid. Ook twee andere raadsleden, Albert Borelts en Johan Hekman werden uit het raam gegooid en op straat door de woedende menigte vermoord. Hendrik O. Clant werd tot aan zijn huis achtervolgd en aldaar om het leven gebracht. Albert Clant woonde aan de westkant van markt en werd hier terwijl hij zat te eten vermoord. Zijn zoon Wijbrant Clant en de zoon van de doodgestoken burgemeester Johan Rengers, Ditmer Rengers, wisten ternauwernood te ontsnappen aan het geweld en vluchtten naar  het Franciskanerklooster. Coppen Jarges verdreef de aanhang van Onstema, Ripperda, Holwerda en Gockinga en alle anderen die aan de kant van de Vetkopers stonden. In 1414 werd Jarges uiteindelijk burgemeester van de stad. Het conflict bleef echter doorspelen en pas op 1 januari 1422 werd de Vrede van Groningen (ook wel: Groninger Zoen) gesloten.

## Trouw aan de bisschop van Utrecht
Volgens een brief van 3 november 1415 beloven Coenreat de Voss, Aernt van Steenwijck, Reijnalt Huging en Bruin Clinge, burgemeesters, Reijnalt de vos, Evert Hubbelding, Johan Sickinghe, Ludolff Sickinghe, Baerlt Ebbinge, Herman Hiddinghe, Johan de Lijnsche van Wijnden, Goesen Woldering, Henric Beijer, Henric ter Bruggen, Gherijt Bijzueden en Eijcken Onsten, raadslieden van de stad Groningen, aan bisschop Frederik van Blankenheim (1355-1423) niemand meer binnen Groningen te zullen toelaten die het Sticht kwaad zouden kunnen doen, zoals bijvoorbeeld Reinoud van Coevorden, Keno tom Broke, de gemeene Friezen of een of ander land van Friesland, en dat de stad Groningen niets vijandelijks tegen zijn heerschappij van Coevorden of zijn land van Drenthe zal aanvangen. Tegelijkertijd blijven alle eerdere overeenkomsten tussen den Bisschop en de stad van kracht.

## De Tamminga-tienden
De vader van Johan, Lubbert Sickinghe, was in 1376 door Reinoud van Coevorden beleend met de Tamminga tienden. In 1384 werd Johan Sickinghe door de jonker Reinoud van Coevorden beleent met de Tamminga tienden in Gelkingeland bij Groningen. De akte leest als volgt: 

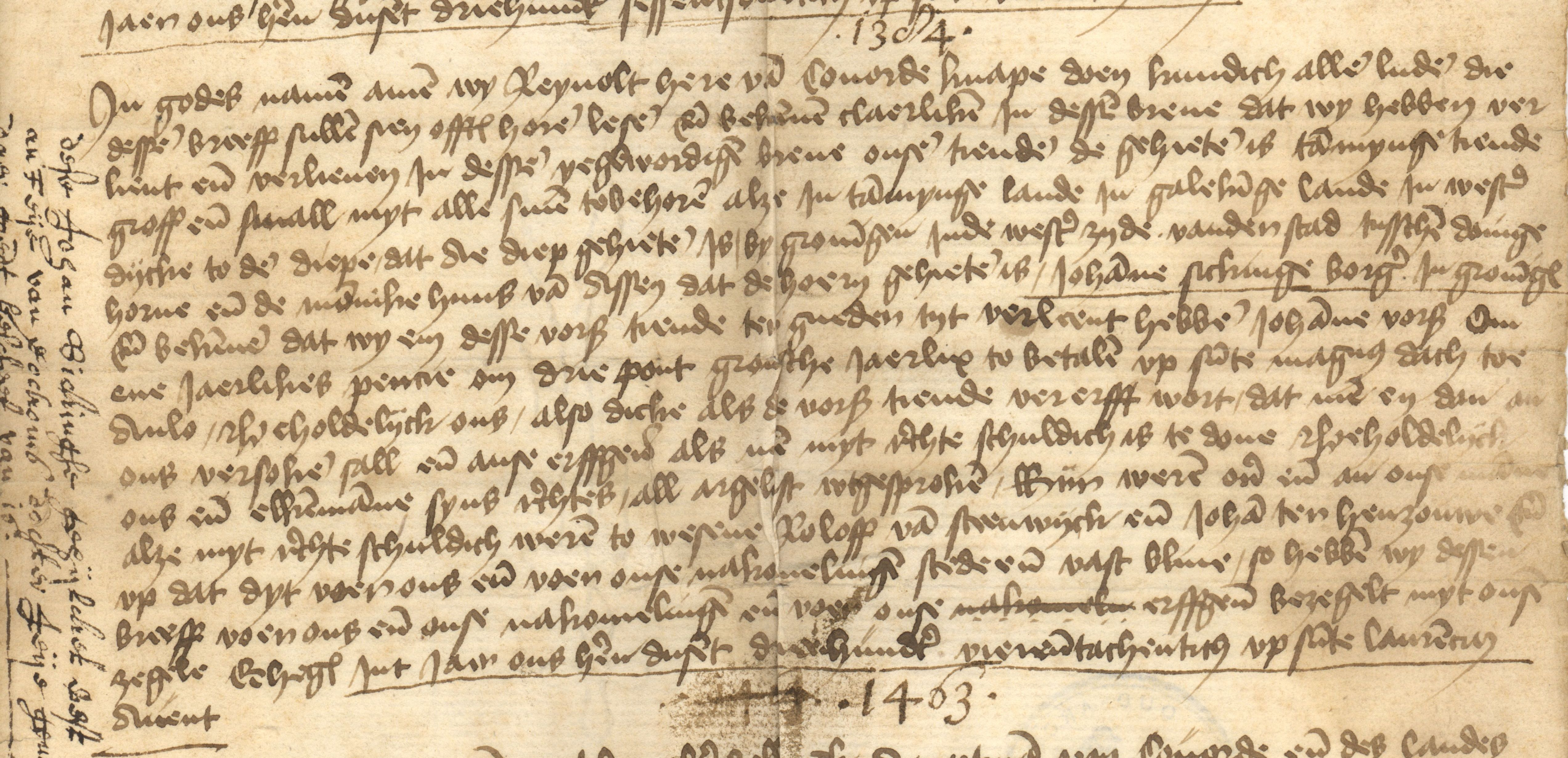
Akte van verlening door Reijnolt, jonker van Coevorden, van de Tamminga tienden in 1384 aan Johanne Sickinghe, burgemeester van Groningen

In Godes namen amen. Wij, Reynolt, here van Covorde, knape, doen kundlich allen leden, die dessen breve, dat wij hebben verlient ende verlienen in dessen yegenwordigen breve onsen tienden, de gehieten Tammijngetiende, groff ende small, mijt alle sinen tobehoren alze in Tammijngelande in Galekingelanden in westerzyde van der stad tusschen Doingehorne ende de monnikehuus van Asse, dat de Hoern gehieten is, Johanne Sickinghe, borger in Groningen ende bekenne, dat wy em desse vors. tiende ter gueden tij verlient hebben Johanne vors. om ene jaerlikes pencie, om drie pont Gronsche, jaerlix te betalen up sunte Magnusdach toe Anlo, beholdelijck ons, alsodicke als de vors. tiende vererfft wort, dat men en dan ons versoken sall ende onse erffgenamen, als men mijt rechte schuldich is te done, beholdelijck ons ende elken manne sijns rechtes, all argelist uutgesproken. Hiir weren over ende an onse manne alzet mijt rechte schuldich weren to wesene, Roloff van Steenwijck ende Johan ter Henzouwe. Ende updat dijt voer ons ende voer onse nakomelingen stede ende vast blive, so hebben wy dessen breeff voer ons ende onse nakomelingen ende voer onse erffgenamen bezegelt mijt onse zegele. Ghegheven int jaer ons Heren dusent dreehundert vier ende tachentich up sunt Laurenciusavent.
In 1463 werd de zoon van Johan, Evert Sickinghe, door de bisschop David van Bourgondië (1427-1496) beleend met deze tienden.

## Huwelijk en kinderen

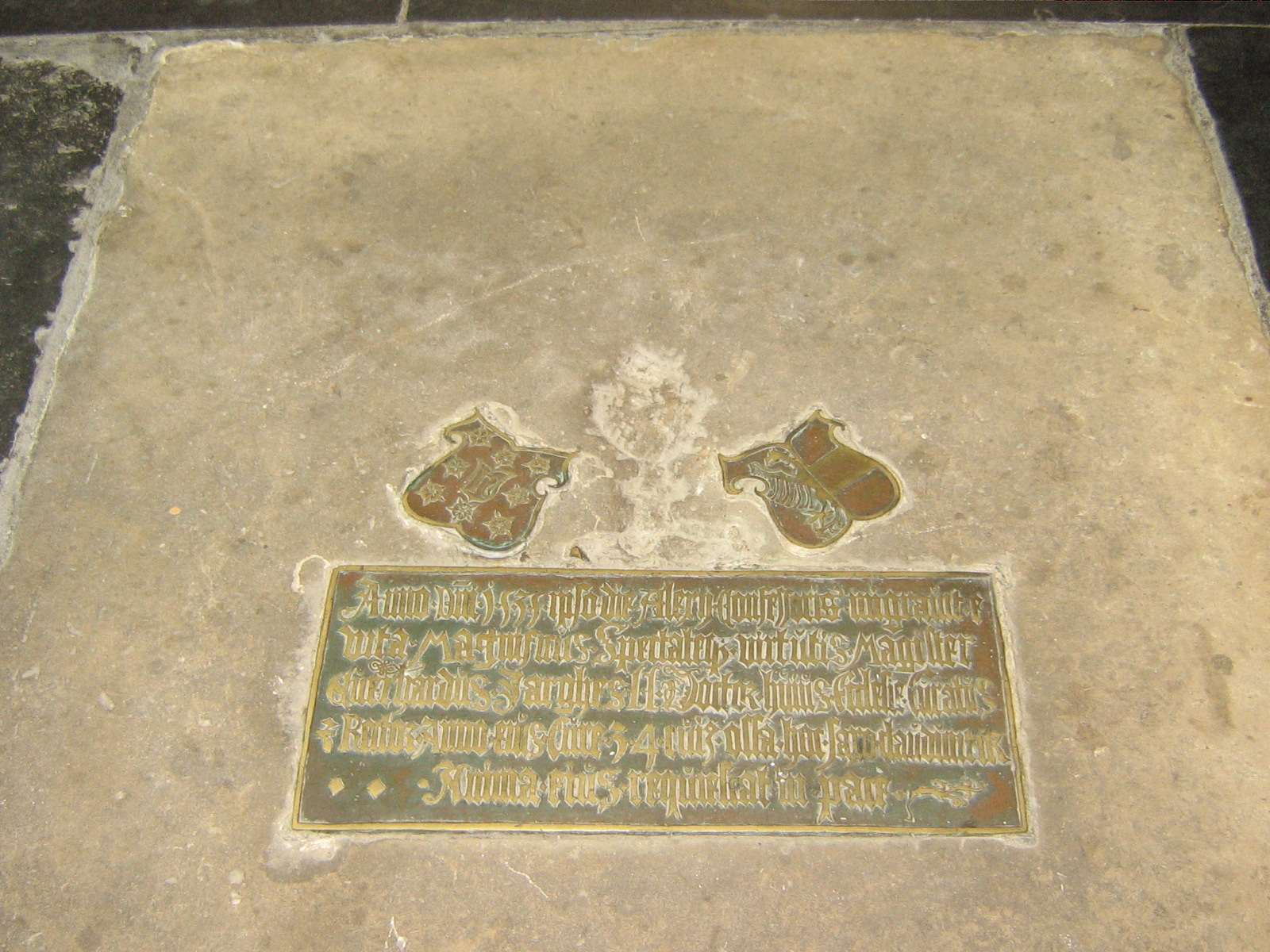
De oudste grafzerk in de Martinikerk te Groningen met daarop rechts het wapen van Ide Sickinghe, dochter van Johan, en links het wapen van haar man Coppen Jarges

Johan Sickinghe was eerst getrouwd met Gysele. Samen kregen zij een zoon genaamd Lubbert Sickinghe. Later trouwde Johan met Jey Heemstra (†1436), dochter van de ridder van Dokkum Feye van Heemstra (†1436). Samen met haar kreeg hij vier kinderen, te weten:
- Evert Sickinghe (±1390 - ±1472), hoofdeling te Winsum, proost van Loppersum, hoofdman van Groningen en redger van verschillende plaatsen in de Ommelanden.[15] Evert trouwde met de dochter van de bekende Oost-Friese hoofdeling en legeraanvoerder Focko Ukena.
- Feyo I Sickinghe (†1472), heer borg te Winsum
- Ludolf Sickinghe (±1380 - ±1458)[16], burgemeester en raadsheer van de stad Groningen
- Ide Sickinghe, getrouwd met Coppen Jarges, grootmoeder van Johan de Mepsche (ca. 1520 - 1585)

Johan was de grootvader van Peter Sickinghe (1455-1532); burgemeester van Groningen en een beroemd staatsman. Hij was de overgrootvader van dr. Johan Sickinghe (1495-1572), burgemeester van Groningen en van Jey Sickinghe (†1551), vrouw van Haring van Sytzama (†1557) 